# Žrnovnica, Split
Žrnovnica este o așezare (naselje) din Croația,  din punct de vedere administrativ parte a orașului Split. Populația era de 3.222 (la recensământul din 2011).

## Așezare
Žrnovnica este situată în Cantonul Split-Dalmația, la est/nord-est de centrul orașului Split. Face parte din orașul Split.

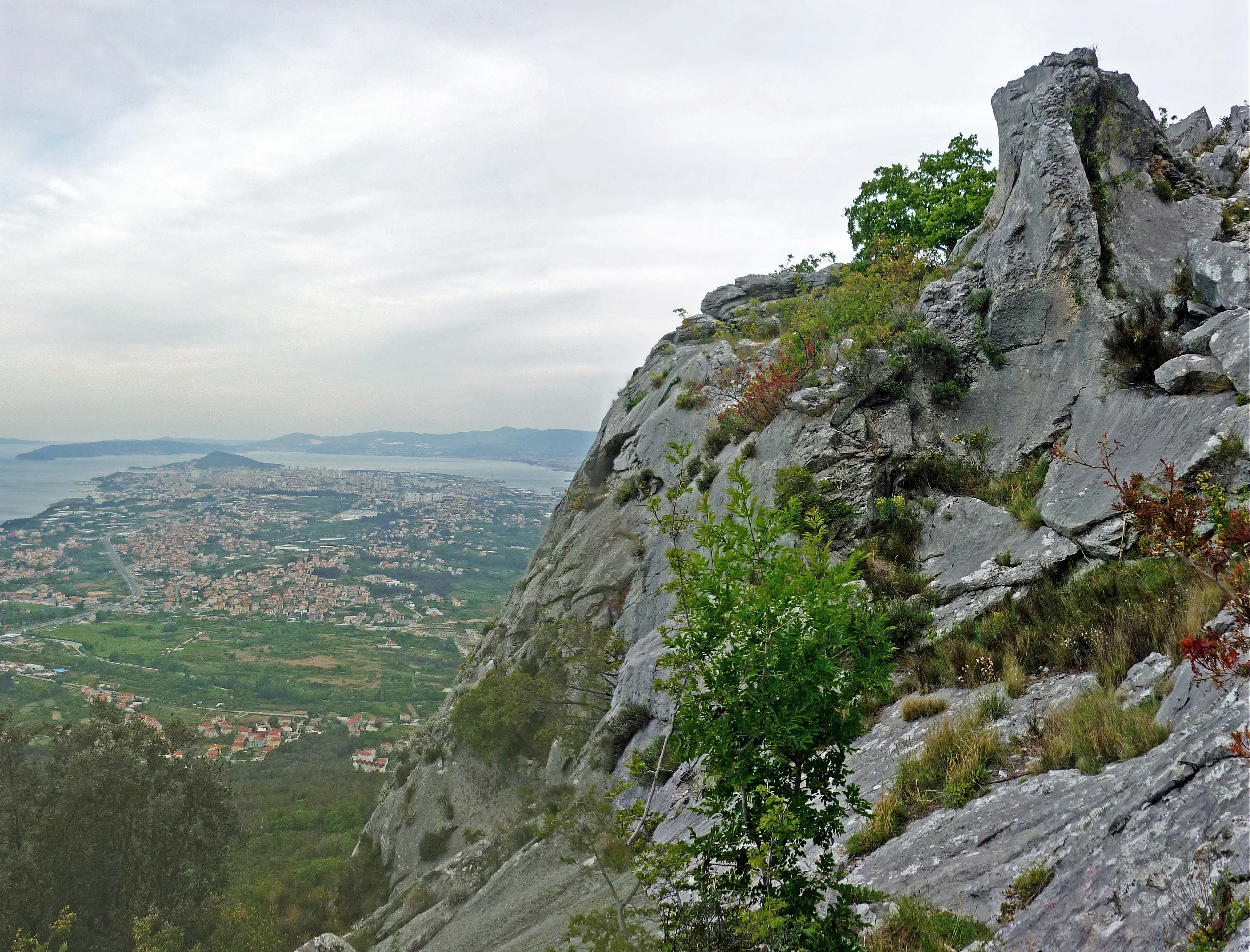
Perun

Este situată în trecătoarea de la poalele muntelui Mosor⁠(d), pe latura sa sudică și pe latura vestică/nordică a versantului Perun, de-a lungul râului cu același nume.

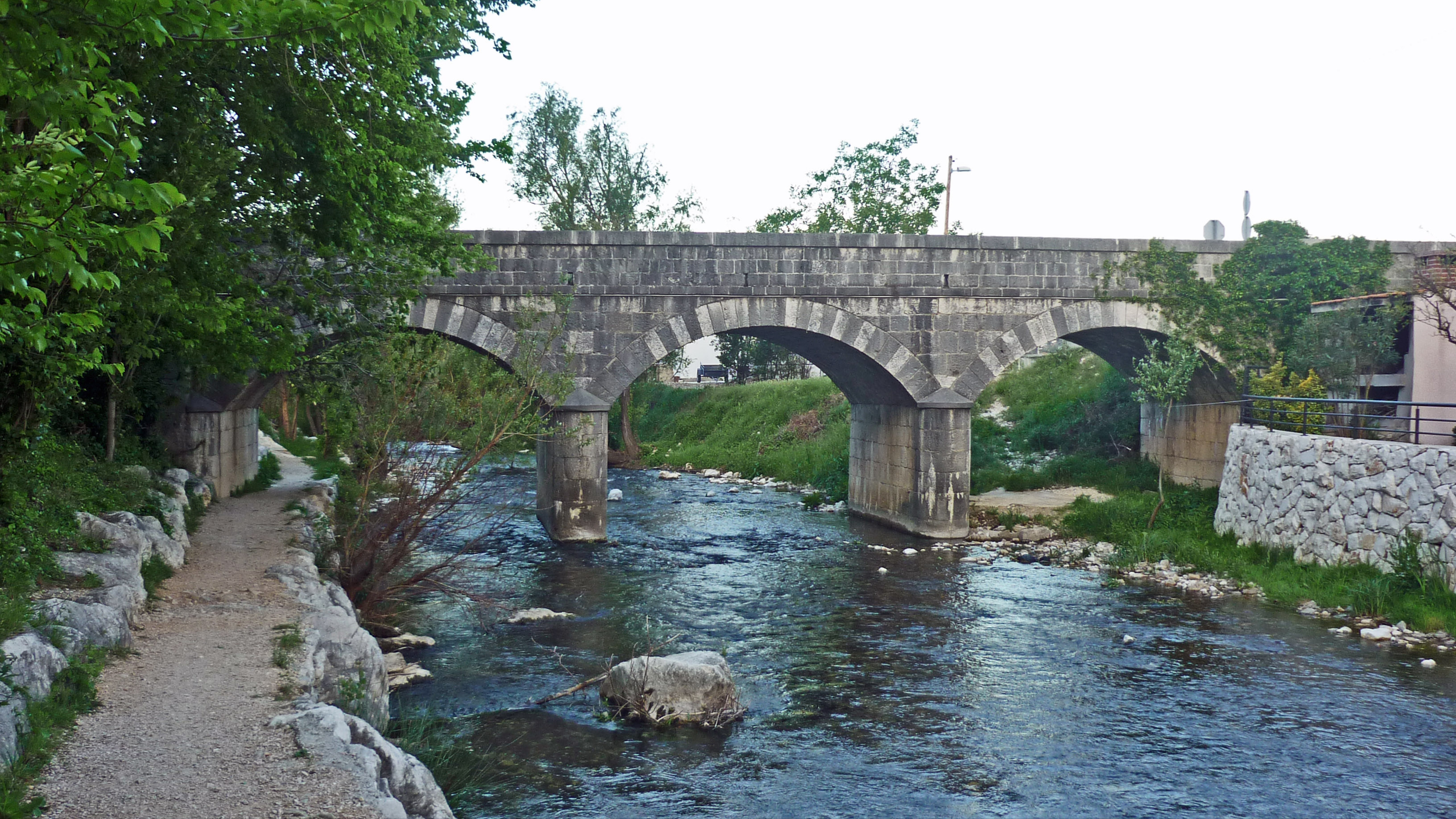

## Istorie
Înregistrările cronicarilor din Republica Poljica (în croată: Poljička republika, în forma mai veche Poljička knežija) spun că împăratul roman Dioclețian în jurul anilor 243 - 316 d.Hr. avea o cabană de vânătoare pe Gračić, că ipsos a fost extras în jurul Crpalo ca material de legare pentru construcția palatului imperial din Split.  Împăratul Dioclețian avea și o cabană de vânătoare pe dealul Gračić.  Numele Žrnovnica a fost menționat pentru prima dată în 1080.
În secolul al XV-lea, Žrnovnica era încă un grup de sate. Primul atac otoman asupra Žrnovnica a avut loc în 1472, la zece ani după cucerirea otomană a Bosniei.
Biserica Sf. Mihail [de pe dealul] Gračić (Crkvica sv. Mihovila na Gračiću) datează, conform estimărilor științifice, din secolul al XIII-lea. Biserica Adormirea Maicii Domnului din Žrnovnica a fost construită în 1725.
În 1910, Žrnovnica a avut primul său oficiu poștal. Apariția primei biciclete în oraș a fost o adevărată senzație și a fost chiar înainte de începutul Primului Război Mondial. Fiecare cartier avea propriul frizer care lucra sâmbăta dupa-amiază, duminică dimineața și înainte de sarbatori. Plata era simbolică, adică i se spuneaa: „Mă bărbierești în fiecare zi și mă tunzi de trei ori pe an, iar eu voi săpa pentru tine două zile”. Prima frizerie din Žrnovnica se afla lângă monumentul de astăzi, în centrul orașului Žrnovnica.
Odată cu cedarea Dalmației la 18 mai 1941, Žrnovnica a devenit parte integrantă a Italiei.
Drumul de macadam de la Strožanac la Žrnovnica a fost dat în circulație în 1901. Primul asfalt din Žrnovnica a fost pus în 1961 pe tronsonul către Doma și Korešnica. În anii 1970, toate drumurile rurale către Privor și Amižić au fost asfaltate pe o lungime totală de peste 15 kilometri.
Mama care a născut cei mai mulți copii în Žrnovnica a fost Dome Aljinović - până la 22 de copii.
Întrucât speranța de viață era foarte scurtă de-a lungul istoriei, în 1725 nu trăia în Žrnovnica niciun  bătrân în vârstă de peste 55 de ani, dar se găsea o singură femeie de peste 55 de ani.
Locul și-a primit numele de la mori (žrvanj). Korešnica este o parte din Žrnovnica situată în partea de vest spre Split.
Legendarul regizor croat Miljenko Smoje⁠(d) (14 februarie 1923 – 25 octombrie 1995, regizorul popularelor seriale croate „Naše malo misto” și „Velo misto” este înmormântat în cimitirul din Žrnovnica. Unul dintre personajele principale ale serialului „Velo misto” - Pegula, pe numele real Mladen Barbarić, locuiește în Žrnovnica.

## Populație
Majoritatea absolută a populației este formată din croați (91,16%).
Potrivit recensământului populației din 1725, Žrnovnica avea 33 de familii cu un total de 236 de persoane: 120 bărbați, dintre care 73 apți pentru arme, nici un bătrân peste 55 de ani.
„Capii” familiilor au fost: Ajduković Petar, Barbarić Luka, Bartulović Ivan, Bašić Ivo, Bašić Petar, Bogdanović Ane, Bogdanović Ivan, Bošković Nikola, Domjanović Mate, Alinović Jure (Aljinović), Hamidžić Ivan (Amižić), Hamidžić Luka, Haorčić Pave (Javorčić), Jerković Lovre, Jerković Pave, Kovačević Jure, Kovačević Marko, Kovačević Marko, Kovačić Jure, Martinović Petar, Martinović Stipan, Miličević Stipan, Peričić Frane, Relić Jure, Relić Nikola, Rogulić Martin, Surotvić Marko, Škarić Ante, Ugrinović Matija, Vinančić Marko,Vlajić Matija, Vlajić Mijo, Vučetić Mijo, Župić Petar.
Populația așezării era de 2.274 de locuitori  la recensământul din 1991 și de 3.222 de locuitori  la recensământul din 2011.